# Skuldelev 2
Skuldelev 2 er det andet skib, der blev fundet ved Skuldelevspærringen i Roskilde Fjord 1962.
Skuldelev 2 er en krigsmaskine, bygget til høj fart og transport af mange krigere. Med en besætning på 65-70 mand har det hørt til de stormandsskibe, der prises i skjaldekvad og sagaer.
Det var til 1996 det længste vikingeskib, som var fundet, selv om man i den tidlige fase kun turde gætte på længden. Faktisk var det så langt, at man troede, at agterenden var et skib for sig selv, og det fik arbejdsnavnet Skuldelev 4, hvorfor Skuldelev 2 også bliver kaldt Skuldelev 2-4.
Ved udgravningen af Vikingeskibsmuseets museumshavn i 1996 fandt man ni skibe fra vikingetid og tidlig middelalder, heriblandt Roskilde 6, som viste sig at være mere end 36 m og mindst seks meter længere end Skuldelev 2.
Mere indgående studier førte senere til en rimeligt sandsynlig fastlæggelse af længden til 29,6 meter.

## Konstruktion
Analyser af tømmerets årringsmønster viser, at langskibet er bygget af egetræ i Dublinområdet omkring år 1042. Vikingerne kom til Irland i 800-tallet og etablerede flere befæstede baser langs den irske kyst. Baserne udviklede sig til byer, som i dag hører til blandt Irlands største. Her levede vikingerne som købmænd, lejesoldater og skibsbyggere. Skibets lange og smalle form samt enorme sejl gav et stort fartpotentiale. Og med 60 årer havde skibet fremdrift selv uden vind. 

## Rekonstruktion
På vikingeskibsværftet ved Vikingeskibsmuseet i Roskilde blev der 2000-04 bygget en rekonstruktion af Skuldelev 2. Skibet blev søsat den 4. september 2004 og blev døbt "Havhingsten fra Glendalough" af dronning Margrethe II.
Indgående dendrokronologiske studier af kølsvinet fra Skuldelev 2 har afsløret, at egetræet er fældet ved Dublin i Irland i forsommeren 1042. Skibet er repareret gentagne gange med træ fra området omkring det Irske Hav, inden det endte sine dage som et udslidt vikingeskib og blev sænket i Roskilde Fjord ud for Skuldelev i 1070-erne.
De første vragstykker af Skuldelevskibene blev fundet af Roskilde Undersøiske Forskningsgruppe ledet af mag.art. Åge Skjelborg 30. august 1956. Han har skrevet bogen Vand under neglene om fundet. I sommeren 1962 blev Skuldelevskibene udgravet.
I 2007 gennemførte Havhingsten fra Glendalough en forsøgsrejse fra Roskilde, nord om Skotland til Dublin og hjem igen året efter, denne gang syd om England.
I juni 2013 åbnede vandreudstillingen "VIKING" på Nationalmuseet i København, hvor rekonstruktionen af skibet for første gang blev vist. De bevarede dele af skibet blev monteret på et 37 m langt stålskelet som en del af udstillingen. Udstillingen blev fra Nationalmuseet sendt til British Museum i London og så til Museum für Vor und Frühgeschichte i Berlin. Konserveringen af det arkæologiske træmateriale er foretaget af Nationalmuseet i København i en langsom proces med en vandopløselig og stabil voks, PEG-2000, og derefter frysetørring. Arbejdet har været ledet af konservator Kristiane Strætkvern.